# Pedro Luis de Borja
Pedro Luis de Borja (* 1432; † 26. September 1458) war ein jüngerer Bruder von Rodrigo Borgia (Papst Alexander VI.) sowie Neffe von Alfonso Borgia (Papst Kalixt III.).
Pedro Luis de Borja y Borja wurde als Sohn des aus Valencia stammenden Jofré de Borja i Escrivá de Balaguer (1390–1436), Sohn von Rodrigo Gil de Borja i de Fennolet und Sibilia d'Escrivà i de Pròixita, und der aus Aragonien stammenden Isabel de Borja y Llançol (1390–1468), Tochter von Juan Domingo de Borja und Francina Llançol, geboren. Sein Familienname wird Llançol in Valencia geschrieben. Die allgemeine spanische Schreibweise ist Lanzol.
Nach der Erhebung seines Onkels Alfonso Borgia zum Papst Kalixt III. wurden Pedro Luis aufgrund der familiären Bindungen diverse Ämter und Ehren zuteil. So wurde ihm im Frühjahr des Jahres 1456 das Amt des Kastellans der Engelsburg zuteil, im weiteren Verlauf erhielt er die Herrschaft über die Provinzen Terni, Narni, Todi, Rieti, Orvieto, Spoleto, Foligno, Nocera, Assisi, Amelia, Civita Castellana und Nepi. Dieser rasche Aufstieg Pedros und auch anderer Mitglieder des Borgia-Clans im Kontext des Papsttums von Alfonso Borgia wurde von vielen anderen Kardinälen mit Missgunst betrachtet. Hierbei spielte auch die spanische Herkunft der Borgias eine Rolle.
So kam es auch nach dem Tod von Alfonso Borgia am 6. August 1458 zu einer Revolte gegen die „Katalanen“, in deren Folge Pedro aus Rom fliehen musste. Er starb auf dem Weg nach Civitavecchia im Alter von nur 26 Jahren.